# Lampazos de Naranjo
Lampazos de Naranjo là một đô thị thuộc bang Nuevo León, México. Năm 2005, dân số của đô thị này là 4428 người.